# Golovinomyces artemisiae

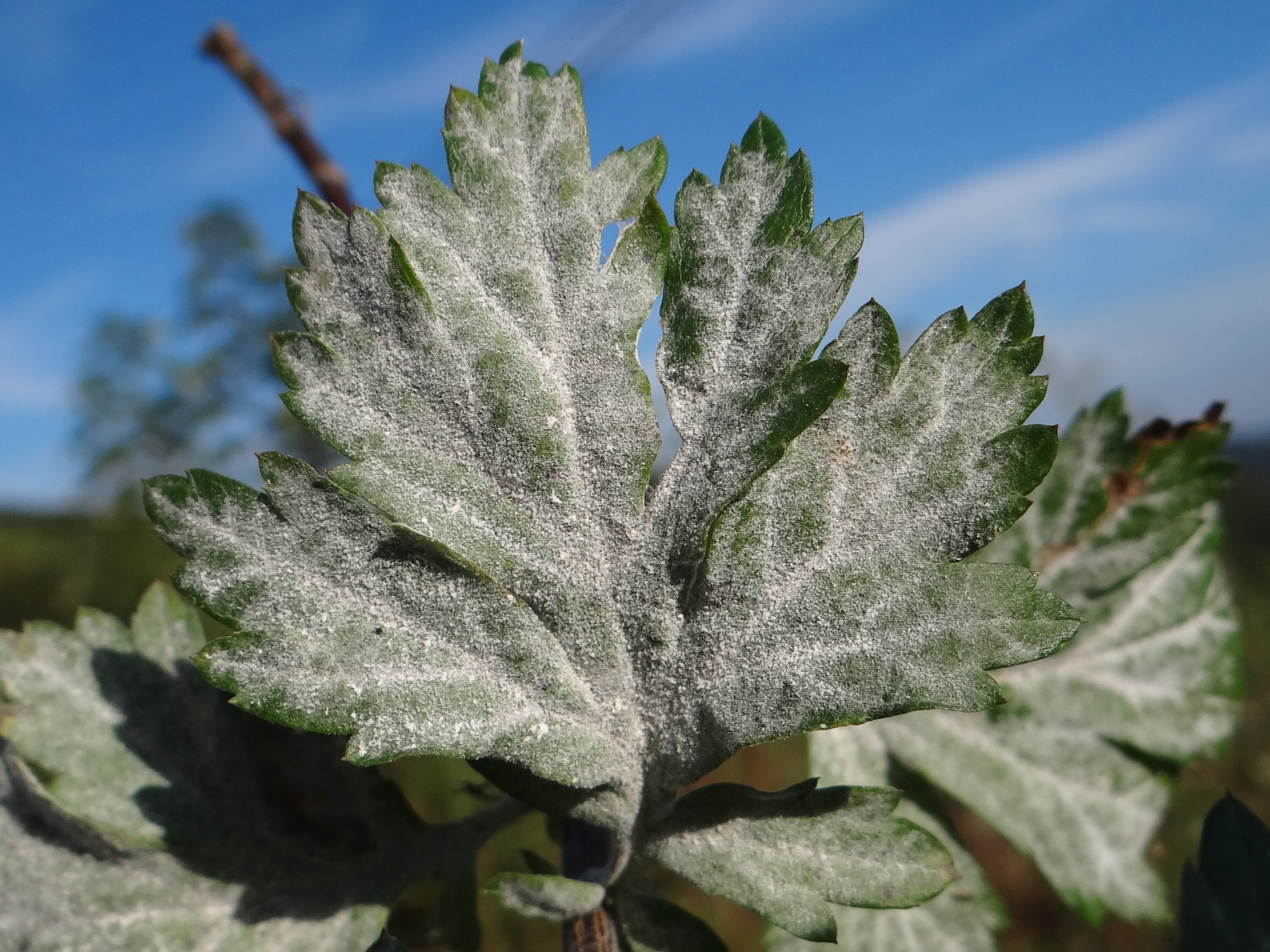
Grzybnia na górnej stronie liścia bylicy pospolitej

Golovinomyces artemisiae (Grev.) V.P. Heluta – gatunek grzybów należący do rodziny mączniakowatych (Erysiphaceae).

## Systematyka i nazewnictwo
Pozycja w klasyfikacji według Index Fungorum: Golovinomyces, Erysiphaceae, Helotiales, Leotiomycetidae, Leotiomycetes, Pezizomycotina, Ascomycota, Fungi.
Po raz pierwszy takson ten zdiagnozował w 1824 roku Robert Kaye Greville nadając mu nazwę Erysiphe artemisiae Obecną, uznaną przez Index Fungorum nazwę nadał mu w 1988 roku V.P. Heluta, przenosząc go do rodzaju Golovinomyces.

## Morfologia
Grzyb mikroskopijny. Grzybnia rozwija się głównie na powierzchni liści, łodyg i kwiatostanów roślin, do wnętrza tkanek zapuszcza tylko ssawki. Występuje zazwyczaj na obydwu powierzchniach liścia, czasami tylko na dolnej powierzchni. Wygląda jak biały, mączysty nalot, jest rozproszona lub tworzy skupiska. Konidiofory proste, cylindryczne, do kolanek mają długość 45–100 × 10–15 μm. Konidia w łańcuszkach. Mają elipsoidalny lub jajowaty kształt i rozmiar (20–) 24–35 (–38) × (–38) x (14–) 16–26 μm. Przycistki brodawkowate. Klejstotecja rozrzucone. Pojedyncze ma kształt nieregularnego wieloboku i średnicę 90–170 μm, przeważnie 100–150 μm. Zbudowane jest z komórek o nieregularnych kształtach i średnicy 6–20 μm. Owocniki często zanurzone są w gęstym kutnerze rośliny żywicielskiej. Przyczepki występują w dolnej połowie klejstotecjów, są splątane z sobą i z grzybnią, proste, strzępkowate i krótkie – zazwyczaj krótsze od klejstotecjum (mają długość równą 25–100% jego średnicy), czasami są bardzo krótkie. Mają średnicę 3–8 μm, powierzchnię gładką lub szorstką, są cienkościenne z przegrodami, bezbarwne, lub tylko nieco kolorowe, o barwie od żółtawej do jasnobrązowej. Worki o rozmiarach 50–90 × 25–45 (50) μm. W jednym worku powstaje zazwyczaj 2, rzadziej 3 podłużne askospory o elipsoidalnym lub jajowatym kształcie i rozmiarach 18–30 × 11–20 μm.

## Występowanie
Jest szeroko rozprzestrzeniony w całej Europie i Azji (Azja Środkowa, Syberia, Daleki Wschód, Rosja, Chiny, Japonia) oraz w Ameryce Północnej (USA, Kanada, Alaska). W Polsce jest pospolity, w polskim piśmiennictwie naukowym pod nazwą Erysiphe artemisiae podano liczne jego stanowiska na bylicy piołun (Artemisia absinthium), Artemisia argentea, bylicy polnej (Artemisia campestris) i bylicy pospolitej (Artemisia vulgaris).
Pasożyt obligatoryjny występujący na różnych gatunkach roślin z rodzaju bylica (Artemisiae), rzadko na krwawniku pospolitym (Achillea millefolium).

## Gatunki podobne
Jest trudny do odróżnienia od Erysiphe cichoracearum, który czasami również występuje na różnych gatunkach bylic. Ten ostatni odróżnia się mikroskopowo kształtem i wielkością konidiów oraz bardzo krótkimi przyczepkami.